# Mogotes de San José Parangueo
Mogotes de San José Parangueo är en ort i Mexiko.   Den ligger i kommunen Valle de Santiago och delstaten Guanajuato, i den centrala delen av landet, 250 km väster om huvudstaden Mexico City. Mogotes de San José Parangueo ligger 1 721 meter över havet och antalet invånare är 684.
Terrängen runt Mogotes de San José Parangueo är platt åt nordväst, men åt sydost är den kuperad. Runt Mogotes de San José Parangueo är det ganska tätbefolkat, med 166 invånare per kvadratkilometer. Närmaste större samhälle är Valle de Santiago, 11,6 km öster om Mogotes de San José Parangueo. Omgivningarna runt Mogotes de San José Parangueo är en mosaik av jordbruksmark och naturlig växtlighet.